# Mellow Man Ace
Mellow Man Ace su nombre es Sergio Ulpiano Reyes (Pinar del Río, Cuba, 12 de abril de 1967) es un rapero cubano. 

## Biografía
Su familia emigró de Cuba cuando tenía cuatro años de edad. En EE. UU. la familia se trasladó de Miami a Nueva Jersey para luego quedarse en California, exactamente en South Gate.
En 1983, inspirado en el grupo Treacherous decide formar su primer grupo llamado Rapmusik. Después formó un grupo con su hermano y dos amigos más llamado DVX (Vocal devastadores Xcellence), pero decidió continuar su carrera en solitario. Tras la salida de Mellow Man el grupo DVX cambió su nombre a Cypress Hill.
En 1987 lanza el tema Mas Pingón, donde a diferencia de su antiguo grupo, rapeaba completamente en castellano. En 1990 su tema Mentirosa se convirtió en el primer sencillo de oro de un rapero latino en los EE. UU., y su álbum Escape from Havana figuraba en el puesto 14 del Hot 100-Popcharts.
Junto con su hermano Sen Dog, Mellow Man funda el sello discográfico Latin Thug Records y graban bajo el nombre de The Reyes Brothers.

## Discografía

### Solista
- 1989: Escape de La Habana (Capitol Records)
- 1992: El Hermano con dos lenguas (Capitol Records)
- 2000: De la oscuridad a la luz, la música (Soulfood)
- 2004: Vengo a Cobrar

### "The Reyes Brothers"
- 2006: Ghetto Therapy (Sony/BMG)

## Filmografía
- 1993: Sólo el Fuerte